# Królewska Wola (województwo łódzkie)
Królewska Wola – wieś w Polsce położona w województwie łódzkim, w powiecie łódzkim wschodnim, w gminie Tuszyn.
Nazwę wsi nadano 18 czerwca 1919 r.
W latach 1975–1998 miejscowość należała administracyjnie do województwa piotrkowskiego.